# Esquí acuático en los Juegos Suramericanos de 2014: Overall masculino
La prueba de overall masculino de esquí acuático en Santiago 2014 se disputó en la Laguna Los Morros el día 9 de marzo de 2014. Participaron 6 atletas de esta disciplina.

## Resultados
| Rank              | Nombre           | País      | Pje Slalom | Pje Figuras | Pje Salto | Total   |
| ----------------- | ---------------- | --------- | ---------- | ----------- | --------- | ------- |
| Medalla de oro    | Felipe Miranda   | Chile     | 1000.00    | 1000.00     | 1000.00   | 3000.00 |
| Medalla de plata  | Rodrigo Miranda  | Chile     | 963.5      | 949.7       | 997.5     | 2910.66 |
| Medalla de bronce | Santiago Correa  | Colombia  | 963.5      | 299.8       | 631.3     | 1894.60 |
| 4                 | Rafael de Osma   | Perú      | 773.7      | 540.7       | 474.7     | 1789.16 |
| 5                 | Agustín Patricio | Argentina | 773.7      | 525.7       | 262.6     | 1562.04 |
| 6                 | Santiago Robledo | Colombia  | 0.0        | 0.0         | 0.0       | 0.0     |